# La création du monde (balletto)
La création du monde (La creazione del mondo) op.81a è un balletto del compositore francese del Gruppo dei Sei Darius Milhaud, scritto fra il 1922 e il 1923 a Parigi.

## Caratteristiche
Il balletto, tratto da un soggetto di Blaise Cendrars, descrive la creazione del mondo secondo un mito africano nel quale viene descritto il caos prima della creazione, l'apparire di animali e vegetazione, la nascita di uomo e donna e infine il bacio di questi ultimi due. La composizione è ispirata ai ritmi jazz e caraibici che molto piacevano a Milhaud dopo averli ascoltati prima a Londra e poi ad Harlem: vi sono inseriti una fuga jazz (nel secondo movimento), un cakewalk e diverse modulazioni d'ispirazione blues. Lo stesso organico strumentale riflette questo stile, in quanto, oltre ad essere molto ridotto (soli 17 strumentisti), comprende anche un sassofono contralto, un pianoforte e una batteria, inusuali per un'orchestra classica.
Milhaud riunisce qui l'estetica del Gruppo dei Sei, che faceva riferimento alla musica popolare da dance-hall, con il modernismo del jazz e la passione per l'esotico, classica in Francia; il risultato è una composizione molto fresca e accessibile benché strutturata molto rigorosamente dal punto formale, armonico e ritmico. Vi sono inseriti effetti strumentali tipici delle orchestre jazz che Milhaud tanto amava come i glissati del trombone, il flutter-tonguing del flauto e il pizzicato del contrabbasso.
In seguito Milhaud arrangerà questo brano anche per pianoforte e quartetto d'archi.

## Movimenti
Il balletto si compone di 6 movimenti senza soluzione di continuità, per una durata approssimativa di 18 minuti. I movimenti sono:
1. Ouverture
2. Il Caos prima della Creazione
3. Il dissolvimento dell'oscurità e la creazione di piante e animali
4. La creazione di uomo e donna
5. La passione fra l'uomo e la donna
6. Coda con il bacio e la nascita della primavera

## La prima esecuzione
La prima esecuzione andò in scena il 25 ottobre 1923 al Theatre des Champs-Elysees di Parigi ed ebbe come compagnia di ballo quella dei Ballets suédois con le coreografie di Jean Börlin. I costumi e le scene invece furono del pittore cubista Fernand Léger che optò per dei costumi molto rigidi che impedivano il tranquillo movimento dei ballerini ma davano un effetto visuale strepitoso. Interpreti principali furono Jean Börlin e Ebon Strandin. Il direttore d'orchestra all'epoca fu Roger Désormière, al quale la partitura è dedicata.